# Landrevinae
Landrevinae zijn een onderfamilie van rechtvleugelige insecten die behoort tot familie krekels (Gryllidae).

## Taxonomie
- Tribus Landrevini Gorochov 1982
  - Ahldreva Otte, 1988
  - Ajorama Otte, 1988
  - Apiotarsoides Chopard, 1931
  - Avdrenia Otte, 1988
  - Copholandrevus Chopard, 1925
  - Drelanvus Chopard, 1930
  - Duolandrevus Kirby, 1906
  - Eleva Otte, 1988
  - Endolandrevus Saussure, 1877
  - Endodrelanva Gorochov, 2000
  - Fijina Otte, 1988
  - Ginidra Otte, 1988
  - Gryllapterus Bolívar, 1912
  - Hemilandreva Chopard, 1936
  - Jareta Otte, 1988
  - Kotama Otte, 1988
  - Landreva Walker, 1869
  - Lasiogryllus Chopard, 1930
  - Microlandreva Chopard, 1958
  - Mjobergella Chopard, 1925
  - Odontogryllodes Chopard, 1969
  - Oreolandreva Chopard, 1945
  - Papava Otte, 1988
  - Paralandrevus Saussure, 1877
  - Repapa Otte, 1988
  - Sigeva Otte, 1988
  - Solepa Otte, 1988
  - Sutepia Otte, 1988
- Tribus Prolandrevini  Gorochov 2005
  - Prolandreva Gorochov, 2005
- Tribus niet bepaald
  - Creolandreva Hugel, 2009
  - Otteana Gorochov, 1990
  - Vasilia Gorochov, 1988